# タヌージャー
タヌージャー（Tanuja、1943年9月23日 - ）は、インドのヒンディー語映画で活動する女優。ヒンディー語映画界の名門ムカルジー＝サマルト家の出身で、カジョール、タニシャー・ムカルジーの母でもある。主に1960年代から1970年代にかけて活動し、『Paisa Ya Pyar』でフィルムフェア賞 助演女優賞を受賞している。

## 生い立ち
映画監督クマールセーン・サマルトと女優ショーバナ・サマルトの娘として生まれた。姉ヌータン、祖母ラッタン・バーイー、従姉ナリーニ・ジェイワントはいずれも女優として活動していた。タヌージャーが幼少のころに両親が離婚し、後にショーバナ・サマルトはモーティラールと再婚している。
1972年に出演した『Ek Bar Mooskura Do』で知り合ったショーム・ムカルジーと交際を始めて1973年に結婚し、2人の娘（カジョール、タニシャー・ムカルジー）を出産した。夫ショーム・ムカルジーは2008年4月10日に死去している。

## キャリア

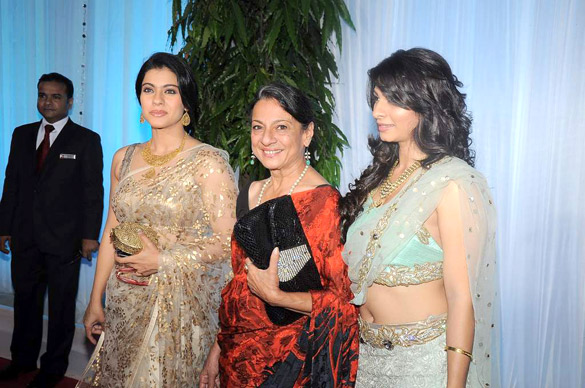
イーシャー・デーオールの結婚披露宴に出席するタヌージャー、カジョール、タニシャー（2012年）

1950年に母ショーバナ・サマルトが監督を務める『Hamari Beti』に姉ヌータンと共に子役として出演したが、興行成績は芳しくなかった。その後は海外に留学して英語・フランス語・ドイツ語を学び、帰国後の1960年には再び母が監督した『Chhabili』で姉ヌータンと共演した。1961年は『Hamari Yaad Aayegi』に出演し、1966年に共演した『Baharen Phir Bhi Aayengi』で注目を集め、1967年に出演した『Jewel Thief』ではフィルムフェア賞 助演女優賞にノミネートされた。1968年に『Izzat』でダルメンドラと共演し、1969年にはジーテンドラと共演した『Jeene Ki Raah』で興行的な成功を収め、『Paisa Ya Pyar』でフィルムフェア賞助演女優賞を受賞している。
1960年代に入るとベンガル語映画にも活動の幅を広げ、『Deya Neya』ではウッタム・クマールと共演した。その後は『Antony Firingee』『Rajkumari』などに出演し、『Teen Bhubaner Pare』『Pratham Kadam Phool』などでショウミットロ・チャタルジーと共演している。タヌージャーはこれらの作品では吹替を用いず、自身がベンガル語で演技をしている。
その後は映画への出演を控えていたが、結婚後は助演キャストとして『Pyar Ki Kahani』『Khuddar』『Prem Rog』などに出演し、1986年にはスリランカ映画界からの招待でヴィジャヤ・クマーラトゥンガ主演の『Peralikarayo』に出演している。その後も『Saathiya』『Rules: Pyaar Ka Superhit Formula』『Khakee』などに出演し、2008年には娘カジョールと彼女の夫アジャイ・デーヴガンと共に『Rock-N-Roll Family』の審査員を務めている。2013年にはニティーシュ・バラドワージのマラーティー語映画『Pitruroon』に出演している。

## 受賞歴

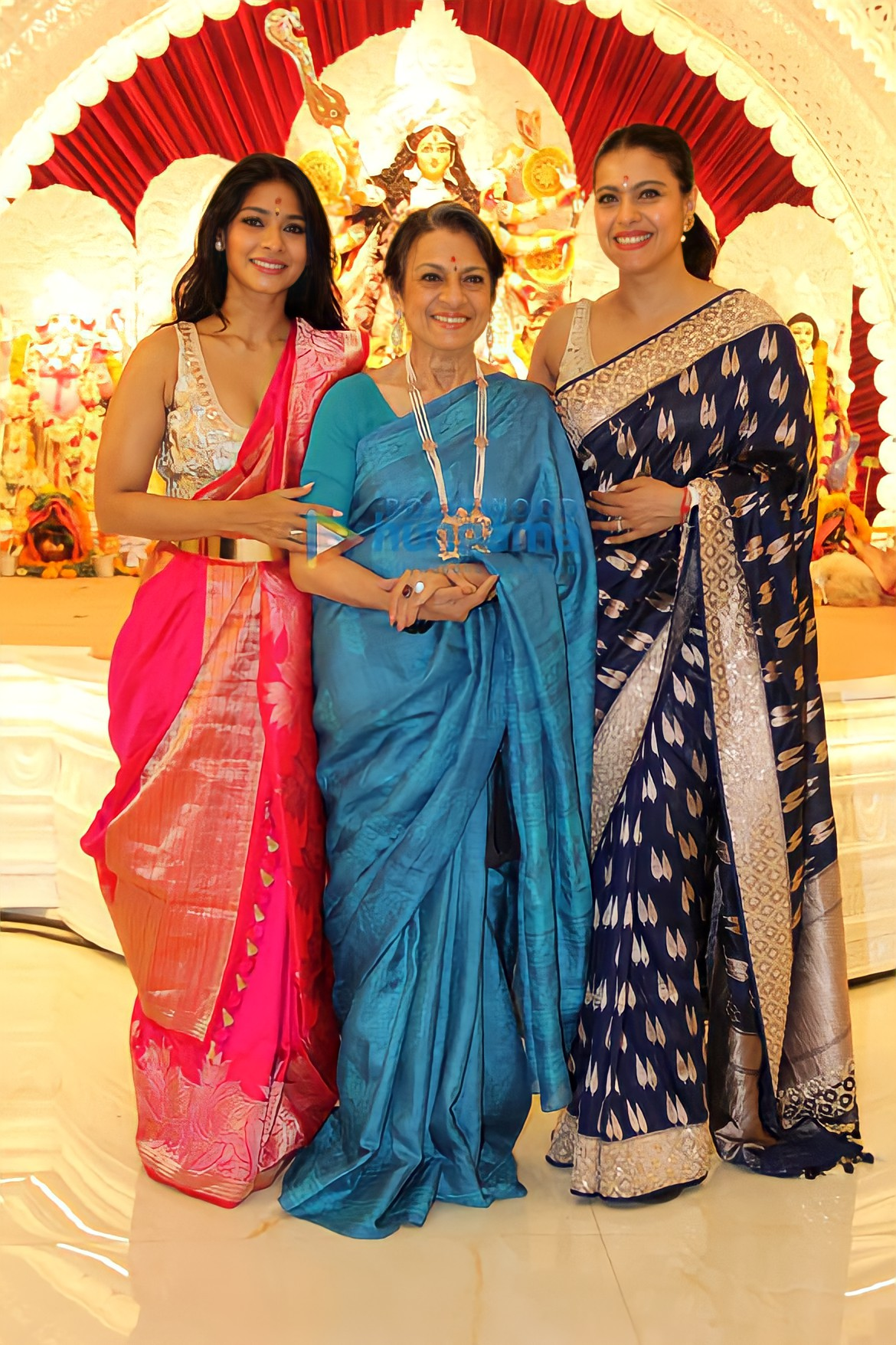
ドゥルガー・プージャーに参加するタヌージャー、カジョール、タニシャー（2021年）

| 年                                                    | 部門                           | 作品              | 結果             | 出典             |
| フィルムフェア賞                                      | フィルムフェア賞               | フィルムフェア賞  | フィルムフェア賞 | フィルムフェア賞 |
| ----------------------------------------------------- | ------------------------------ | ----------------- | ---------------- | ---------------- |
| 1968年                                                | 助演女優賞                     | 『Jewel Thief』   | ノミネート       | [ 7 ]            |
| 1970年                                                | 助演女優賞                     | 『Paisa Ya Pyar』 | 受賞             | [ 7 ]            |
| 2014年                                                | 生涯功労賞                     | N/A               | 受賞             | [ 8 ]            |
| マハーラーシュトラ州映画賞                            |                                |                   |                  |                  |
| 2014年                                                | ラージ・カプール生涯功労賞     | N/A               | 受賞             | [ 9 ]            |
| ベンガル映画ジャーナリスト協会賞                      |                                |                   |                  |                  |
| 1965年                                                | ヒンディー語映画部門助演女優賞 | 『Benazir』       | 受賞             |                  |
| 西ベンガル映画ジャーナリスト協会賞                    |                                |                   |                  |                  |
| 2019年                                                | 主演女優賞                     | 『Shonar Pahar』  | ノミネート       | [ 10 ]           |
| 製作者組合映画賞                                      |                                |                   |                  |                  |
| 2014年                                                | 生涯功労賞                     | N/A               | 受賞             |                  |
| マハーラーシュトラチャ・フェイバリット・コン?アワード |                                |                   |                  |                  |
| 2014年                                                | 主演女優賞                     | 『Pitruroon』     | ノミネート       |                  |
| プネー国際映画祭                                      |                                |                   |                  |                  |
| 2015年                                                | 生涯功労賞                     | N/A               | 受賞             | [ 11 ]           |